# Dżungla

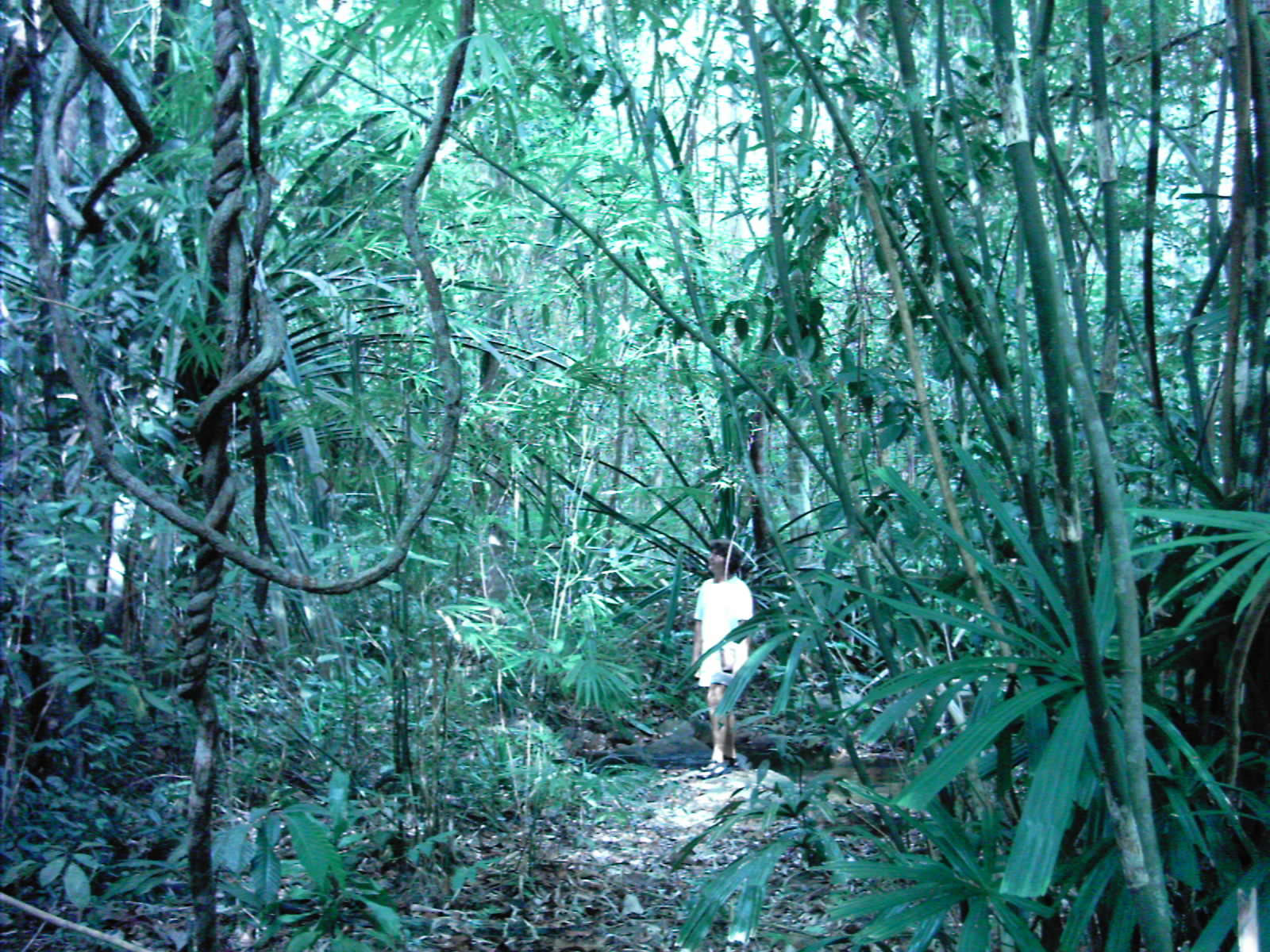
Dżungla na jednej z wysp Langkawi na Morzu Andamańskim

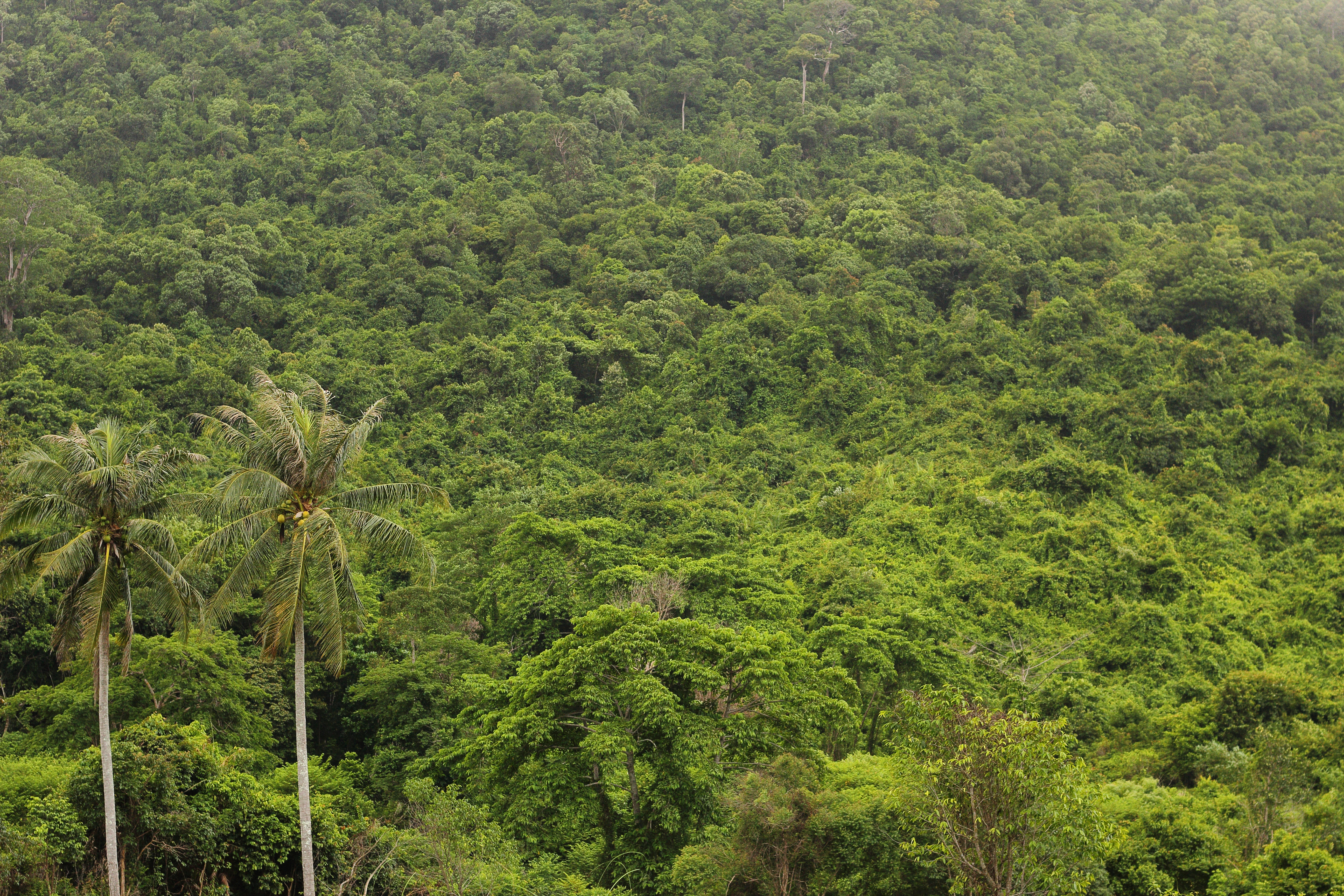
Dżungla w Kambodży

Dżungla – termin oznaczający pierwotnie i współcześnie w części publikacji specjalistycznych rodzaj formacji roślinnej charakterystycznej dla nadrzecznych terenów w północno-wschodniej części Azji Południowej. W języku niefachowym i niektórych publikacjach specjalistycznych określenie funkcjonuje jako synonim szeroko ujmowanego wilgotnego lasu równikowego.
Określenie to wywodzi się z sanskryckiego słowa जङ्गल (jaṅgala) znaczącego „nieużytek”, tzn. ziemię nienadającą się do uprawy. Pierwotnie nazywano tak lasy nadrzeczne w dolnym biegu Gangesu i Brahmaputry. Z czasem mianem tym zaczęto określać inne, trudno dostępne lasy wtórne, tworzące niedojrzałą fazę rozwojową równikowego lasu deszczowego w Azji południowej i południowo-wschodniej. Formacja taka cechuje się bardzo bujnym rozwojem podszytu, licznie rosną w niej liany, krzewy światłolubne i okazałe rośliny zielne. Powstaje w wyniku zniszczenia warstwy drzew, co umożliwia dostęp światła do dolnych warstw roślinności. Warunki takie istnieją nad brzegami rzek, na granicy lasu lub mają charakter antropogeniczny – są skutkiem wyrębów lasów. Nieprzebyta gęstwina jaką tworzy zwarta roślinność, w tym zwłaszcza obfitość lian, często ciernistych lub kolczastych, powoduje, że przez wielu podróżników jest ona błędnie identyfikowana jako las pierwotny. Tymczasem wnętrza pierwotnych, wilgotnych lasów równikowych Półwyspu Indochińskiego z reguły niemal pozbawione są warstwy krzewów. W podszycie bardziej świetlistych lasów równikowych na Półwyspie Indyjskim licznie rosną bambusy.  
Z czasem określenie „dżungla” zaczęło funkcjonować jako zamiennik dla faktycznie pierwotnych wilgotnych lasów równikowych. Mimo że dotyczyło to głównie języka potocznego, z czasem pojawiły się publikacje specjalistyczne, w których termin zaadaptowany został w szerokim znaczeniu, czasem przy pełnej świadomości jego genezy. Gdzie indziej takie rozszerzanie znaczenia terminu „dżungla” określane jest w piśmiennictwie fachowym jako „raczej niesłuszne”.